# Anita Bryant
Pour les articles homonymes, voir Bryant.
Anita Jane Bryant, née le 25 mars 1940 à Barnsdall et morte le 16 décembre 2024 à Edmond (Oklahoma), est une chanteuse américaine de musique folk et gospel, qui a aussi tourné dans une série de spots publicitaires. Elle est surtout connue pour avoir mené une campagne à Miami de 1977 à 1980 pour abroger une ordonnance locale interdisant toute discrimination basée sur l'orientation sexuelle.

## Biographie

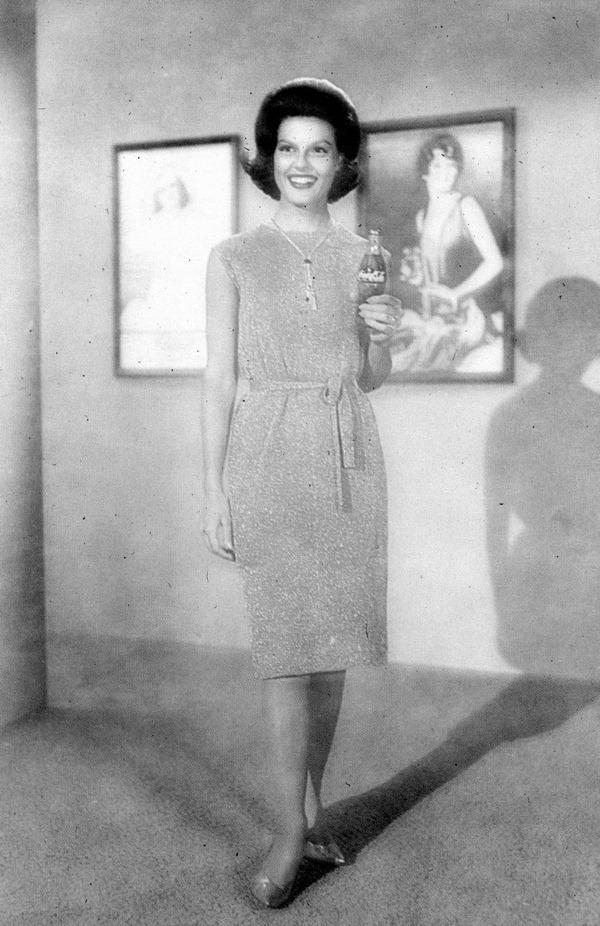
Anita Bryant dans une publicité pour Coca-Cola (années 1960).

Elle a commencé à chanter à l’âge de 2 ans à la Première église baptiste de Barnsdall. À l'âge de six ans, elle chantait à des fêtes locales en Oklahoma. Elle chante ensuite occasionnellement pour la radio et la télévision et est invitée à passer une audition lors d'un radio-crochet d'Arthur Godfrey.
À 12 ans, elle avait son émission de télévision « The Anita Bryant Show », diffusée sur WKY.
Parallèlement, elle est élue Miss Oklahoma (en) en 1958 et deuxième dauphine de Miss America en 1960. Cette même année, elle se marie avec un disc jockey de Miami, avec qui elle aura quatre enfants.

### Carrière
Son premier succès est la chanson Paper Roses en 1959, suivi de In My Little Corner of the World en 1960 (US n°10), et Wonderland by Night en 1961. Les albums Paper Roses, In My Little Corner of the World et Till There Was You ont été vendus chacun à plus d'un million d'exemplaires.
En 1965, avec I Believe, elle s’oriente vers le gospel, qui caractérisera également la musique de ses autres albums.

### Save Our Children

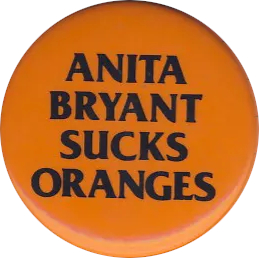
Pin's anti-Anita Bryant.

En 1977, le comté de Dade en Floride promulgue une ordonnance interdisant toute discrimination sur des critères d'orientation sexuelle. La chanteuse s'inquiète d'ailleurs surtout du fait que l'ordonnance risque d'autoriser les personnes homosexuelles à travailler dans des écoles chrétiennes et à devenir des modèles, car ses propres enfants y sont inscrits. C'est la visite d'un sergent de police dans son église qui lui fait durablement associer homosexualité et pédophilie. Ce policier lui montre en effet des photographies pornographiques gays et infantiles qui l'horrifient et la poussent à se mobiliser activement contre l'ordonnance. En février 1977, elle lance alors la campagne très médiatisée Save Our Children (Sauvons Nos Enfants) avec des dirigeants évangéliques fondamentalistes, dont le pasteur Jerry Falwell, pour tenter de faire abroger cette ordonnance. À la suite de ce lancement, la Singer Corporation annule une offre de parrainage d'une nouvelle émission hebdomadaire de Bryant en raison des activités politiques controversées.
Elle a souvent recours à des propos homophobes. Elle déclare publiquement : « Si l'homosexualité était la voie normale, Dieu aurait créé Adam et Bruce ». Des images d'archive la montrent aussi affirmant : « Si on donne des droits aux gays, il faudra ensuite donner des droits aux prostituées, à ceux qui couchent avec des saint-bernards et à ceux qui se rongent les ongles ».
Le 7 juin 1977, l'ordonnance anti-discrimination est abrogée.
Elle poursuit alors sa croisade d'abord en Floride, où elle obtient l'interdiction de l'adoption par des parents homosexuels, puis dans tout le pays contre d'autres ordonnances locales,.
David Allan Coe écrivit une chanson, Fuck Anita Bryant, sortie en 1978, qui dénonçait les préjugés homophobes d'Anita Bryant.
En octobre 1977, lors d’une apparition télévisée à Des Moines (Iowa), elle a affirmé à plusieurs reprises « aimer les personnes homosexuelles, mais détester leur péché ». Quelques minutes plus tard, elle est entartée par un activiste gay.
Des activistes gay organisent un boycott du jus d'orange de Floride, qu'Anita Bryant promeut dans des spots publicitaires. Ces militants sont soutenus notamment par Barbra Streisand, Bette Midler, Paul Williams, et Jane Fonda. À l'époque, Rod McKuen sort une chanson pamphlétaire, Don't Drink the Orange Juice (face B d'un 45 tours qui a pour face A la chanson Amor Amor Amor), qui raconte la croisade anti-gay de Anita Bryant, et exhorte les auditeurs à ne pas boire le jus d'orange de Floride.
En 1978, alors membre d’une église baptiste, elle a été candidate au poste de vice-président de la Convention baptiste du Sud, mais a perdu. Plusieurs dirigeants étaient en désaccord avec la façon dont elle rejetait les droits civiques des personnes homosexuelles.

### Le déclin
En 1980, elle divorce de son premier mari. Rendue impopulaire par ses déclarations homophobes, elle se montre plus tolérante : « En ce qui concerne les gays, l'Église doit être plus aimante, sans condition, et prête à voir ces personnes comme des êtres humains, à les secourir et à essayer de les comprendre…  Je suis plus encline à conseiller d'être tolérant, mais simplement ne l'affichez pas et ne cherchez pas à la légaliser. Je suis convaincue qu'à long terme Dieu me défendra. J'ai abandonné les fondamentalistes, qui sont devenus si légalistes et ont une lecture si littérale de la Bible. ».
Son mouvement s'essouffle dès les années 1980, son image devenant gênante pour sa carrière artistique. La Florida Citrus Commission a laissé son contrat expirer après le divorce, considérant que Bryant s'était « épuisée ». Elle a alors mis en vente son manoir de 34 pièces à Miami Beach et est retournée chez sa mère en Oklahoma. Elle a par la suite été engagée comme chanteuse dans des parcs de mobile homes.
Avec l'aide de son second mari, elle tente de se relancer sur la scène, mais ses tours de chant sont boudés et elle est inscrite aux fichiers des banqueroutes dans l'Arkansas (1997) et le Tennessee (2001).

### Anita Bryant Ministries International
En 2006, elle a fondé les « Anita Bryant Ministries International » à Oklahoma City.

### Mort
Elle meurt le 16 décembre 2024. Aucune cause n'est donnée par sa famille, qui annonce sa mort le 9 janvier 2025,,,.

## Vie personnelle
Elle est membre de Victory Church à Warr Acres, une église évangélique non confessionnelle.

## Albums
| Année | Album                                                     | Billboard 200 | Label            |
| ----- | --------------------------------------------------------- | ------------- | ---------------- |
| 1959  | Anita Bryant                                              | –             | Carlton Records  |
| 1960  | Hear Anita Bryant in Your Home Tonight!                   | –             | Carlton Records  |
| 1961  | In My Little Corner of the World                          | 99            | Carlton Records  |
| 1961  | Kisses Sweeter Than Wine                                  | –             | Columbia Records |
| 1962  | Abiding Love                                              | –             | Columbia Records |
| 1962  | In a Velvet Mood                                          | 145           | Columbia Records |
| 1962  | The ABC Stories of Jesus                                  | –             | Columbia Records |
| 1963  | The Country's Best                                        | –             | Columbia Records |
| 1963  | Anita Bryant's Greatest Hits                              | –             | Columbia Records |
| 1964  | The World of Lonely People                                | –             | Columbia Records |
| 1964  | The Best of Johnny Desmond & Anita Bryant at Jubilee 1964 | –             | Columbia Records |
| 1965  | I Believe                                                 | –             | Columbia Records |
| 1966  | Mine Eyes Have Seen the Glory                             | 146           | Columbia Records |
| 1967  | Do You Hear What I Hear?: Christmas with Anita Bryant     | 25            | Columbia Records |
| 1968  | Anita Bryant                                              | –             | Harmony Records  |
| 1968  | How Great Thou Art                                        | –             | Columbia Records |
| 1968  | In Remembrance of You                                     | –             | Columbia Records |
| 1969  | Little Things Mean a Lot                                  | –             | Harmony Records  |
| 1970  | World Without Love                                        | –             | Harmony Records  |
| 1970  | Abide with Me                                             | –             | Word Records     |
| 1972  | Naturally                                                 | –             | Myrrh Records    |
| 1972  | The Miracle of Christmas                                  | –             | Word Records     |
| 1973  | Sweet Hour of Prayer                                      | –             | Harmony Records  |
| 1973  | Battle Hymn of the Republic                               | –             | Word Records     |
| 1975  | Old Fashioned Prayin'                                     | –             | Word Records     |
| 1975  | Anita Bryant's All-Time Favorite Hymns                    | –             | Word Records     |
| 1985  | Anita with Love                                           | –             | BL Records       |